# Israele ai Giochi della XVI Olimpiade
Israele ha partecipato ai Giochi della XVI Olimpiade che si sono svolti a Melbourne dal 22 novembre all'8 dicembre 1956 
con una delegazione di 3 atleti, di cui 1 donna, impegnati in 3 discipline,
senza aggiudicarsi medaglie.